# Iah (reina)
Iah (También Yah, Jah o Aah = "Luna") era la madre del rey y reina del Antiguo Egipto hacia el 2060 a. C. a mediados de la Dinastía XI (2134–1991 a. C.). Hija de un faraón, posiblemente Intef II, y madre del faraón Mentuhotep II, fue la reina de Intef III.

## Biografía
Se tienen pocos datos seguros del origen y vida de Iah. Ostentó el título de hija del rey (S3t-nswt), que la señala como hija  de un faraón, posiblemente Intef II, pero ello sigue siendo una conjetura. Su nombre es una referencia  a Iah, un dios lunar egipcio.
Iah se casó con el faraón Intef III, pese a que en su caso el importante título de mujer del rey no se encuentra atestiguado. Sus hijos fueron:
- El faraón Nebhepetre Mentuhotep II (2046 aC– 1995 aC)[3]
- La reina Neferu II

Como madre de Mentuhotep II y Neferu II, Iah fue tanto abuela materna como paterna del rey Mentuhotep III.
Iah aparece en un relieve sobre roca en el Shatt er-Rigal donde se la muestra de pie detrás de Mentuhotep II. Delante de ambos están representados el amado padre del dios, hijo de Ra, Intef y el guardián del sello real y tesorero Jeti ( Kheti). También aparece en la tumba TT319 de su hija Neferu II. Se la nombra en fragmentos en relieve de la tumba de Neferu y en ataúdes modelo, donde está escrito: "Neferu, nacida de Iah".

## Títulos
- Madre del amado rey (Merytef mut-niswt)
- Sacerdotisa de Hathor (Hmt-nTr-hwt-Hr)
- Hija del Rey (S3t-nswt)